# Iliciovca
Iliciovca è un comune della Moldavia situato nel distretto di Florești di 1.819 abitanti al censimento del 2004

## Località
Il comune è formato dall'insieme delle seguenti località (popolazione 2004):
- Iliciovca (1.473 abitanti)
- Maiscoe (346 abitanti)